# Gaetano Scardocchia
Gaetano Scardocchia (Campobasso, 1937 – New York, 17 novembre 1993) è stato un giornalista e scrittore italiano, direttore de La Stampa dal 1986 al 1990.

## La carriera
Figlio di un barbiere molisano, vide morire il padre ancora giovane. Facendo sacrifici riuscì ad approdare agli studi liceali. Dopo la maturità al liceo ginnasio «Mario Pagano» di Campobasso si iscrisse all'Università La Sapienza di Roma. Durante gli studi iniziò la pratica giornalistica all'Agi. Studiando di giorno e lavorando di notte riuscì a laurearsi in Scienze politiche.
Il suo primo lavoro da giornalista fu diventare corrispondente del quotidiano milanese Il Giorno dall'Austria e poi dalla Germania Ovest. Imparò il tedesco soprattutto grazie alla fidanzata austriaca, che poi sposò e dalla quale ebbe due figli.
Nel corso della carriera ha lavorato per quotidiani nazionali come il "Corriere della Sera", "Il Giorno", "La Repubblica" e "La Stampa, per la quale fu corrispondente da New York fino alla morte, avvenuta nel 1993. Per cinque anni (1986-1990) fu anche direttore del quotidiano torinese.
Morì stroncato da un infarto a soli 56 anni.

## L'inchiesta sul «caso Lockheed»
Nel 1976, la sua inchiesta sul caso "Lockheed" (realizzata a sei mani coi colleghi Giampaolo Pansa e Pierluigi Franz) pubblicata sulle pagine del Corriere della Sera, produsse un terremoto politico: dibattiti in Parlamento, dimissioni dell'allora Presidente della Repubblica, Giovanni Leone.
Giampaolo Pansa ricordava così l'amico, alfiere di un giornalismo investigativo di grande qualità: «Riposa in pace, Gaetano. Oggi questo giornalismo non esiste più. Oggi aspettiamo le carte da qualche gola profonda. Oggi siamo tutti cronisti in fuga, sconvolti e storditi, come dovevano essere i nostri colleghi di Pompei sotto le ceneri roventi del vulcano. E non tentiamo più di raccontare i misteri d'Italia, e neppure le sue ovvietà. Non ci proviamo perché abbiamo perso il gusto del capire e del narrare. E non sappiamo più combattere».

## Intitolazioni
- Premio Internazionale. Dal 2009 il nome di Gaetano Scardocchia è legato a un importante premio giornalistico internazionale organizzato dalla rivista Marenostrum e dal Centro Studi Terra Molisana di Madrid diretti da Giuseppe Di Claudio. La prima edizione si è svolta nella capitale spagnola. Presso la Cancelleria dell'Ambasciata Italiana si è sviluppato il clou di un concorso che ha avuto come tema "La dinamica della perdita linguistica tra gli italiani all'estero Emigrazione e comportamento linguistico della diaspora italiana dall'inizio ai giorni nostri".

L'edizione 2011 si è svolta invece a Berlino; anch'essa è stata riservata alla stampa italiana all'estero, ma ha visto i giornalisti interessati elaborare un testo (o un servizio tv o radiofonico) sui 150 anni dell'unificazione dell'Italia ed il contributo della stampa italiana all'estero", argomento in stretta correlazione con i festeggiamenti ufficiali dell'unità d'Italia. L'edizione 2011 del premio ha ricevuto il patrocinio del Parlamento Europeo, dei Presidenti del Senato e della Camera dei Deputati, della Regione Molise e dei Consigli regionali di Piemonte e Liguria.
- In memoria di Scardocchia, dal 2006 l'Associazione Stampa del Molise indice e organizza, ogni anno, un premio nazionale di giornalismo, articolato in due sezioni: 1) i migliori articoli pubblicati su mezzi di comunicazione nazionali; 2) i migliori articoli pubblicati sulla stampa molisana.

## Opere
- Gaetano Scardocchia, Lezioni di giornalismo, Edizioni Enne, (a cura di Giuseppe Tabasso).
- Gaetano Scardocchia, la vita e gli scritti di un grande reporter (a cura di Giuseppe Tabasso) - Edizioni Il Bene Comune - 2008